# Anthephora hermaphrodita
Anthephora hermaphrodita är en gräsart som först beskrevs av Carl von Linné, och fick sitt nu gällande namn av Carl Ernst Otto Kuntze. Anthephora hermaphrodita ingår i släktet Anthephora och familjen gräs. Inga underarter finns listade i Catalogue of Life.